# Пьюр
Փ, փ (арм. փյուրо файле пьюр, в кл. орф. փիւր, з.-арм. пюр) — тридцать пятая буква армянского алфавита. Создал Месроп Маштоц в 405—406 годах.

## Использование
И в восточноармянском, и в западноармянском языках обозначает звук [pʰ]. Числовое значение в армянской системе счисления — 8000.
Использовалась в курдском алфавите на основе армянского письма (1921—1928) для обозначения звука [pʰ].
В системах романизации армянского письма передаётся как pʼ (ISO 9985, BGN/PCGN), pʻ (ALA-LC). В восточноармянском шрифте Брайля букве соответствует символ ⠯ (U+282F), а в западноармянском — ⠫ (U+282B).

## Кодировка
И заглавная, и строчная формы буквы пьюр включены в стандарт Юникод начиная с версии 1.0.0 в блоке «Армянское письмо» (англ. Armenian) под шестнадцатеричными кодами U+0553 и U+0583 соответственно.

## Галерея

Округлый еркатагир
Прямолинейный еркатагир
Болоргир
Нотргир
Шхагир